# Arab Föderáció
Az Arab Föderáció (arabul الاتحاد العربي – al-Ittiḥād al-ʿArabī) egy rövid életű, közel-keleti konföderatív állam volt, amely 1958-ban jött létre Irak és Jordánia egyesülésével, majd alig öt hónap múltán egy iraki katonai puccs vetett neki véget.

## Előzmények
Az első világháború során a brit kormányzat ígéretet tett a Hásim-klánhoz tartozó Huszajn ibn Ali mekkai nagyserífnek, hogy az Oszmán Birodalom elleni segítségéért cserébe egységes királyságot alakíthat ki annak arabok lakta területein. Az egységes, önálló állam tervét a háború végeztével a helyiek is támogatták, trónjelöltjük pedig a seríf fia, a háború során nagy hírnevet szerzett Fejszál lett, akit ki is kiáltottak Szíria királyának 1920 márciusában Damaszkuszban. Az Egyesült Királyság és Franciaország azonban felosztotta egymás között a térséget, ami népszövetségi mandátumként került a kezükre. A franciák elűzték Fejszált, de a brit mandátumterületek közé tartozó mezopotámiai és transzjordániai területeken a Hásimiták trónt szerezhettek: Fejszál iraki király, a Damaszkuszban iraki uralkodóvá kikiáltott, majd címéről lemondatott Abdalláh pedig Transzjordánia emírje, majd 1946-tól királya lett.
A Hásimiták azonban nem tettek le az egységes nagy-szíriai monarchia tervéről, amit iraki vezetéssel képzeltek el (ld. a második világháború során kidolgozott Termékeny félhold-tervezetet). Ez azonban mind az önállóságát féltő Szíria, mind a saját hatalmi pozícióit szem előtt tartó Egyiptom számára elfogadhatatlan volt. A háború után felújított törekvés 1947-ben csupán egy valódi tartalommal nem bíró testvériségi és szövetségi szerződést eredményezett Irak és Transzjordánia között. 1951-ben, Abdalláh meggyilkolásakor szkizofrén fia, Talál került hatalomra, ami veszélyeztette az állam stabilitását és a dinasztia hatalmát, így ismét szorosabbra fűződtek az ország iraki kapcsolatai. Jordániát és Irakot a nyugati orientáció is összekötötte: mindkét állam elfogadta az Eisenhower-doktrínát, és Irak a NATO-t kiegészítő Bagdadi Paktumot is aláírta. (Jordánia csak belső ellenállás miatt nem csatlakozott a védszövetséghez.)

## Története

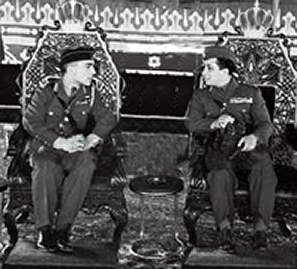
II. Fejszál és Huszejn

1958. február 5-én Egyiptom és Szíria részvételével megalakult az Egyesült Arab Köztársaság a szuezi válság során rendkívüli nemzetközi tekintélyt és népszerűséget szerzett Gamal Abden-Nasszer elnöklete alatt. Az egység létrejötte lendületet adott a pánarab nacionalizmus terjedésének; ennek nasszeri változatát monarchiaellenesség és a nyugati hatalmaktól való távolságtartás jellemezte. Az új tömb létrejöttére válaszolva február 14-én II. Fejszál (1939–1958) és rokona, Huszejn (1952–1999) kihirdette a konföderatívan működő Arab Föderáció létrejöttét, amelynek feje az iraki uralkodó, fővárosa pedig Bagdad lett. A két állam úgy állapodott meg, hogy a kormányzást féléves váltásban fogja az iraki és jordániai fél gyakorolni, ezért a rövid ideig létező államszövetség miniszterelnöke végig az iraki Núri sz-Szaíd maradt. Az egyezmény lehetővé tette más államok számára is a csatlakozást saját államberendezkedésük megtartása mellett.
A bukáshoz a májusban kirobbant libanoni krízis vezetett. A libanoni EAK-párti felkelés nyugtalanította Huszejnt, aki segítséget kért iraki rokonától. Fejszál útnak is indította az iraki hadsereget, azonban az Abd al-Karím Kászem vezette katonák Jordánia helyett Bagdadba vonultak, ahol a monarchia ellenzékét tömörítő Nemzeti Egységfront támogatásával július 14-én megbuktatták a királyt, akit családjával együtt kivégeztek. Másnap a miniszterelnökkel, a mintegy két évtizede a bagdadi politikát irányító Núri sz-Szaíddal is végeztek.
Kászem augusztus 2-án jelentette be hivatalosan az Arab Föderáció felbomlását, mivel az szerinte nem a két tagállam népének javát, hanem csupán a romlott monarchikus berendezkedés megerősítését szolgálta. Az iraki fordulat hatására, hogy a további változásokat megakadályozza, az Amerikai Egyesült Államok beavatkozott a libanoni polgárháborús helyzetbe, Jordániát pedig brit segélycsapatok biztosították egy esetleges nasszerista felkelés ellenében. A puccs eredményeként Irak és Jordánia viszonya két évtizedre drasztikusan megromlott, noha Kászem végül az egyiptomi elnök bosszúságára nem csatlakozott az Egyesült Arab Köztársasághoz.